# 모바일 월드 콩그레스

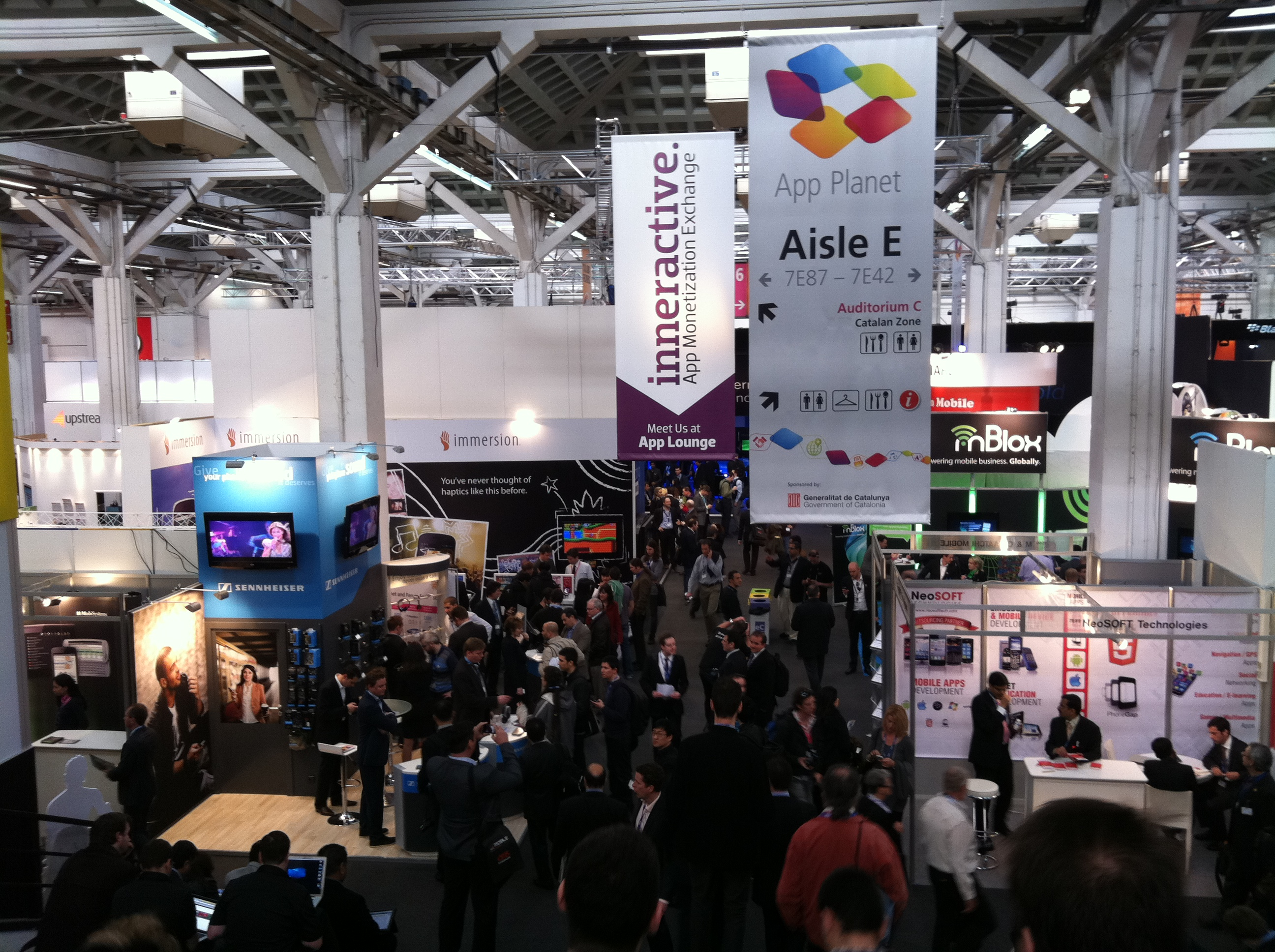
2012년 개최 당시 모습

모바일 월드 콩그레스(영어: Mobile World Congress 줄여서 MWC)은 GSM 협회가 주관하는 매년 2월에 스페인 바르셀로나에서 열리는 모바일 산업 및 콘퍼런스를 위한 세계 최대의 박람회이다. 이 행사는 "GSM 월드 콩그레스"(GSM World Congress)라는 초기 이름을 사용했으나 나중에 3GSM 월드 콩그레스(3GSM World Congress)로 이름을 바꾸었으며 이는 3GSM 또는 3GSM World를 가리키기도 한다.

## 행사 기록
- 2019 GSMA MWC 바르셀로나 (2019년 2월 25일~28일)
- GSMA 모바일 월드 콩그레스 아메리카 (2018년 9월 12일~14일)
- 2018 GSMA 모바일 월드 콩그레스 (2018년 2월 25일~28일)
- 2017 GSMA 모바일 월드 콩그레스 (2017년 2월 27일~3월 2일)
- 2016 GSMA 모바일 월드 콩그레스 (2016년 2월 22일~25일)
- 2015 GSMA 모바일 월드 콩그레스 (2015년 3월 2일~5일)
- 2014 GSMA 모바일 월드 콩그레스 (2014년 2월 24일~27일)
- 2013 GSMA 모바일 월드 콩그레스 (2013년 2월 25일~28일)
- 2012 GSMA 모바일 월드 콩그레스 (2012년 2월 27일~3월 1일)
- 2011 GSMA 모바일 월드 콩그레스 (2011년 2월 14일~17일)
- 2010 GSMA 모바일 월드 콩그레스 (2010년 2월 15일~18일)
- 2009 GSMA 모바일 월드 콩그레스 (2009년 2월 16일~19일)

2011년에는 무료 안드로이드 및 아이폰 앱이 디자인되었으며 MWC 2011 기간 전후 2주 간 바르셀로나와 스페인에서 표준 턴 바이 턴 내비게이션 기능을 제공하였다.